# First Issue
Albums de Public Image Limited
Metal Box
(1979)
First Issue (aussi connu comme Public Image) est le premier album du groupe Public Image Limited, sorti en 1978 chez Virgin Records.

## Sessions d'enregistrement
L'album fut enregistré entre juillet et novembre 1978 à différents studios. La chanson Public Image fut enregistrée la première, en juillet 1978. La première face de l'album fut enregistrée durant l'automne aux studios Townhouse et au Manor Studio. Les trois dernières chansons sur la deuxième face furent enregistrées aux studios Gooseberry Sound, une démo bon marché que le groupe avait finalement dû utiliser car il n'avait plus d'argent.

## Critique
En mars 2005, Q magazine lui attribue la 45e place dans sa liste des 100 plus grandes chansons à la guitare. Dans le même article, on prétendait également que l'album avait été utilisé par des psychiatres dans le traitement de patients dépressifs pour leur montrer qu'ils n'étaient pas seuls. Il figure parmi Les 1001 albums qu'il faut avoir écoutés dans sa vie.

## Titres
1. Theme – 9:05
2. Religion I – 1:40
3. Religion II – 5:40
4. Annalisa – 6:00
5. Public Image – 2:58
6. Low Life – 3:35
7. Attack – 2:55
8. Fodderstompf – 7:40

## Personnel
- John Lydon - Chant
- Keith Levene - Guitare
- Jah Wobble - Basse, chant sur Fodderstompf
- Jim Walker (en) - Batterie